# سیارک ۱۲۴۹۴
سیارک ۱۲۴۹۴ (به انگلیسی: 12494 Doughamilton، نامگذاری:1998DH11) دوازده هزار و چهارصد و نود و چهارمین سیارک کشف شده‌است که در ۲۵ فوریه ۱۹۹۸ کشف شد.
قدر مطلق سیارک برابر ۱۴٫۹۰ است.